# Députation provinciale (Espagne)
Pour les articles homonymes, voir Députation provinciale.
La députation provinciale (en espagnol : diputación provincial) est l'institution espagnole responsable, depuis 1836, du gouvernement et de l'administration d'une province. Elles sont au nombre de 38 puisque les communautés autonomes composées d'une seule province, les trois provinces du Pays basque, les Canaries et les îles Baléares en sont exemptées.

## Fonctions
Les députations provinciales assurent la coordination des services municipaux afin d'en garantir la prestation sur l'ensemble du territoire provincial.
Par ailleurs, elles exercent une assistance et une coopération juridique, économique et technique aux communes, spécialement celles dotées de faibles capacités économiques et de gestion.
De plus, elles sont chargées de la prestation de services publics de type supra-municipaux ou supra-comarcaux le cas échéant.
Enfin, elles assurent la coopération pour le renforcement du développement économique et social et la planification sur le territoire provincial, ainsi que le développement et l'administration des intérêts particuliers de la Province.

## Élection
Les députations provinciales sont élues au suffrage universel indirect.
En effet, leurs assemblées plénières sont élues au scrutin proportionnel plurinominal, selon la méthode d'Hondt, des résultats des élections municipales. La circonscription est le district judiciaire et seules les listes ayant obtenu au moins un conseiller municipal peuvent participer à la répartition.
Les députés provinciaux sont ensuite désignés parmi les conseillers municipaux de chaque liste.

## Composition
La composition des députations provinciales est fixée par l'article 204 de la loi organique électorale de 1985. Elle n'est pas proportionnelle au nombre d'habitants, mais fixée en fonction de la tranche d'habitants dans laquelle la province se situe.
Chaque district judiciaire doit avoir un député et aucun district ne peut compter plus de 60 % des sièges.
| Tranche d'habitants      | Députés |
| ------------------------ | ------- |
| Jusqu'à 500 000          | 25      |
| De 500 001 à 1 000 000   | 27      |
| De 1 000 001 à 3 500 000 | 31      |
| Au-delà 3 500 001        | 51      |

## Organisation
Chaque députation provinciale est constituée d'une assemblée plénière (pleno), d'un président (presidente), de vice-présidents (vicepresidentes) et d'un conseil de gouvernement (junta de gobierno).
L'assemblée plénière est principalement responsable de l'organisation de la Députation, du contrôle des organes de gouvernement et de l'adoption des ordonnances et des budgets de la province.
Le président dirige le gouvernement et l'administration provinciaux, convoque et préside les réunions de l'assemblée plénière et du comité de gouvernement, et assure la représentation de l'institution.
Quant au comité de gouvernement, composé d'un nombre de députés qui ne peut excéder le tiers de leur effectif total, elle assiste le président dans l'exercice de ses fonctions et exerce les compétences qui lui sont déléguées par le président ou attribuées par les lois.

## Variantes
Dans les communautés autonomes uniprovinciales, les compétences de la députation provinciale sont exercées directement par les organes régionaux d'autogouvernement.
Dans les trois provinces du Pays basque, également connues sous le nom de territoires historiques, on parle de députation forale (diputación foral). Elles disposent de compétences fiscales et, contrairement aux Députations provinciales, sont élues au suffrage universel direct.
Chaque île des Baléares est dotée d'un conseil insulaire (consejo insular), et chacune des Îles Canaries d'un cabildo insulaire.
Quant à la Catalogne, à la suite de l'adoption de son nouveau statut d'autonomie en 2006, ses quatre provinces doivent être remplacées par sept veguerías, chacune dotée d'un Conseil (Consejo).

## Quelques anciens présidents
- Celestino Corbacho, président de la Députation de la province de Barcelone
- Marcelino Iglesias, président de la Députation de la province de Huesca
- Juan José Lucas, président de la Députation de la province de Soria
- José Montilla, président de la Députation de la province de Barcelone
- Mariano Rajoy, président de la Députation de la province de Pontevedra
- Luis Rogelio Rodríguez-Comendador, président de la Députation de la province d'Almería
- José Manuel Romay, président de la Députation de la province de La Corogne